# 赫蒙裔美國人
赫蒙裔美國人，是美国的一个亚裔族群，主要是来自于东南亚老挝、越南、泰国或中国南方苗族蒙人后裔（英語：Hmong Americans）。大多数苗族人是越战结束后或寮人民民主共和國建立后通过泰国难民营进入美国的。1975年，最早一批只有3,466人获准庇护身份进入美国。

## 美籍苗族名人
- 王宝
- 布蘭達·宋
- 马咪
- 苏尼萨·李
- 盛桃

## 流行文化
- 《經典老爺車》：2008年電影。

## 延伸阅读
- Moua, Mai Neng (editor). Bamboo Among the Oaks: Contemporary Writing by Hmong Americans. 明尼蘇達州歷史學會出版社（英语：Minnesota Historical Society）, 2002. ISBN 0873514378, 9780873514378.
- "The violence of Hmong gangs and the crime of rape." 聯邦調查局執法公報（英语：FBI Law Enforcement Bulletin）. 2003年2月1日.